# Kanton Clermont-en-Argonne
Der Kanton Clermont-en-Argonne ist seit 1790 ein französischer Wahlkreis im Arrondissement Verdun, im Département Meuse und in der Region Grand Est (bis 2015 Lothringen); sein Hauptort ist Clermont-en-Argonne.

## Geschichte
Der Kanton entstand 1790. Bis 2015 gehörten 14 Gemeinden zum Kanton Clermont-en-Argonne. Mit der Neuordnung der Kantone in Frankreich stieg die Zahl der Gemeinden 2015 auf 50. Zu den bisherigen 14 Gemeinden kamen alle 17 Gemeinden des bisherigen Kantons Montfaucon-d’Argonne, alle 12 Gemeinde des bisherigen Kantons Varennes-en-Argonne, 6 der 22 Gemeinden des bisherigen Kantons Charny-sur-Meuse und die Gemeinde Vilosnes-Haraumont aus dem Kanton Dun-sur-Meuse hinzu.

## Gemeinden
Der Kanton besteht aus 50 Gemeinden mit insgesamt 8776 Einwohnern (Stand: 1. Januar 2022) auf einer Gesamtfläche von 656,30 km²:
| Gemeinde                   | Einwohner 1. Januar 2022 | Fläche km² | Dichte Einw./km² | Code INSEE | Postleitzahl |
| -------------------------- | ------------------------ | ---------- | ---------------- | ---------- | ------------ |
| Aubréville                 | 367                      | 28,99      | 13               | 55014      | 55120        |
| Avocourt                   | 121                      | 14,66      | 8                | 55023      | 55270        |
| Bantheville                | 103                      | 14,28      | 7                | 55028      | 55110        |
| Baulny                     | 20                       | 3,91       | 5                | 55033      | 55270        |
| Béthelainville             | 156                      | 11,94      | 13               | 55047      | 55100        |
| Béthincourt                | 47                       | 13,32      | 4                | 55048      | 55270        |
| Boureuilles                | 117                      | 21,33      | 5                | 55065      | 55270        |
| Brabant-en-Argonne         | 100                      | 7,79       | 13               | 55068      | 55100        |
| Brabant-sur-Meuse          | 117                      | 6,90       | 17               | 55070      | 55100        |
| Brocourt-en-Argonne        | 46                       | 6,71       | 7                | 55082      | 55120        |
| Charpentry                 | 23                       | 4,41       | 5                | 55103      | 55270        |
| Chattancourt               | 176                      | 10,36      | 17               | 55106      | 55100        |
| Cheppy                     | 155                      | 14,83      | 10               | 55113      | 55270        |
| Cierges-sous-Montfaucon    | 45                       | 9,15       | 5                | 55115      | 55270        |
| Clermont-en-Argonne        | 1.428                    | 66,94      | 21               | 55117      | 55120        |
| Consenvoye                 | 290                      | 15,85      | 18               | 55124      | 55110        |
| Cuisy                      | 48                       | 5,56       | 9                | 55137      | 55270        |
| Cunel                      | 22                       | 4,69       | 5                | 55140      | 55110        |
| Dannevoux                  | 192                      | 14,40      | 13               | 55146      | 55110        |
| Dombasle-en-Argonne        | 374                      | 11,68      | 32               | 55155      | 55120        |
| Épinonville                | 69                       | 14,06      | 5                | 55174      | 55270        |
| Esnes-en-Argonne           | 135                      | 14,76      | 9                | 55180      | 55100        |
| Forges-sur-Meuse           | 122                      | 15,97      | 8                | 55193      | 55110        |
| Froidos                    | 91                       | 8,74       | 10               | 55199      | 55120        |
| Fromeréville-les-Vallons   | 212                      | 20,30      | 10               | 55200      | 55100        |
| Futeau                     | 139                      | 1,73       | 80               | 55202      | 55120        |
| Gercourt-et-Drillancourt   | 123                      | 13,60      | 9                | 55206      | 55110        |
| Gesnes-en-Argonne          | 52                       | 7,06       | 7                | 55208      | 55110        |
| Jouy-en-Argonne            | 55                       | 6,30       | 9                | 55257      | 55120        |
| Lachalade                  | 54                       | 19,45      | 3                | 55266      | 55120        |
| Le Claon                   | 48                       | 7,32       | 7                | 55116      | 55120        |
| Le Neufour                 | 54                       | 0,92       | 59               | 55379      | 55120        |
| Les Islettes               | 696                      | 5,55       | 125              | 55253      | 55120        |
| Malancourt                 | 69                       | 16,52      | 4                | 55313      | 55270        |
| Marre                      | 181                      | 10,20      | 18               | 55321      | 55100        |
| Montblainville             | 57                       | 12,06      | 5                | 55343      | 55270        |
| Montfaucon-d’Argonne       | 276                      | 23,61      | 12               | 55346      | 55270        |
| Montzéville                | 154                      | 17,65      | 9                | 55355      | 55100        |
| Nantillois                 | 63                       | 7,66       | 8                | 55375      | 55270        |
| Neuvilly-en-Argonne        | 227                      | 18,32      | 12               | 55383      | 55120        |
| Rarécourt                  | 205                      | 15,41      | 13               | 55416      | 55120        |
| Récicourt                  | 150                      | 13,70      | 11               | 55419      | 55120        |
| Regnéville-sur-Meuse       | 50                       | 3,81       | 13               | 55422      | 55110        |
| Romagne-sous-Montfaucon    | 175                      | 15,70      | 11               | 55438      | 55110        |
| Septsarges                 | 47                       | 8,86       | 5                | 55484      | 55270        |
| Sivry-sur-Meuse            | 337                      | 22,24      | 15               | 55490      | 55110        |
| Varennes-en-Argonne        | 629                      | 11,81      | 53               | 55527      | 55270        |
| Vauquois                   | 23                       | 8,14       | 3                | 55536      | 55270        |
| Véry                       | 82                       | 11,74      | 7                | 55549      | 55270        |
| Vilosnes-Haraumont         | 254                      | 15,41      | 16               | 55571      | 55110        |
| Kanton Clermont-en-Argonne | 8.776                    | 656,30     | 13               | 5506       | –            |

Bis zur landesweiten Neuordnung der französischen Kantone im März 2015 gehörten zum Kanton Clermont-en-Argonne die 14 Gemeinden Aubréville, Brabant-en-Argonne, Brocourt-en-Argonne, Le Claon, Clermont-en-Argonne (Hauptort), Dombasle-en-Argonne, Froidos, Futeau, Les Islettes, Jouy-en-Argonne, Le Neufour, Neuvilly-en-Argonne, Rarécourt und Récicourt. Sein Zuschnitt entsprach einer Fläche von 200,08 km2. Er besaß vor 2015 einen anderen INSEE-Code als heute, nämlich 5504.

## Bevölkerungsentwicklung
| 1962  | 1968  | 1975  | 1982  | 1990  | 1999  | 2006  | 2012  |
| ----- | ----- | ----- | ----- | ----- | ----- | ----- | ----- |
| 4.982 | 4.932 | 4.620 | 4.493 | 4.534 | 4.513 | 4.436 | 4.396 |

## Politik
Im 1. Wahlgang am 22. März 2015 erreichte keines der drei Wahlpaare die absolute Mehrheit. Bei der Stichwahl am 29. März 2015 gewann das Gespann Jean-François Lamorlette/Arlette Palanson (beide UMP) gegen David Le Budet/Thérèse Lenormand (beide FN) und Christian Ponsignon/Françoise Tessier (beide PS) mit einem Stimmenanteil von 52,48 % (Wahlbeteiligung:59,09 %).
Seit 1945 hatte der Kanton folgende Abgeordnete im Rat des Départements:
| Vertreter im conseil général des Départements | Vertreter im conseil général des Départements | Vertreter im conseil général des Départements                    |
| Amtszeit                                      | Name                                          | Partei                                                           |
| --------------------------------------------- | --------------------------------------------- | ---------------------------------------------------------------- |
| 1945–1958                                     | Marc Marchand                                 | MRP, dann DVD                                                    |
| 1958–1994                                     | Michel Rufin                                  | DVD, dann Union des démocrates pour la République und danach RPR |
| 1994–2008                                     | Bernard Villefayot                            | DVD                                                              |
| 2008–2015                                     | Christian Ponsignon                           | PS                                                               |
| 2015–                                         | Jean-François Lamorlette Arlette Palanson     | UMP/LR                                                           |